# Cohuecan
Cohuecan är en kommun i Mexiko.   Den ligger i delstaten Puebla, i den sydöstra delen av landet, 80 km sydost om huvudstaden Mexico City.
Följande samhällen finns i Cohuecan:
- San Francisco Tepango
- San Felipe Cuapexco
- San Andrés Ahuatelco